# George Koovakad
George Jacob Koovakad (ur. 11 sierpnia 1973 w Chethipuzha) – indyjski duchowny syromalabarski, doktor prawa kanonicznego, dyplomata watykański, arcybiskup, oficjał w Sekretariacie Stanu od 2020 , kardynał diakon od 2024, prefekt Dykasterii ds. Dialogu Międzyreligijnego od 2025.

## Życiorys
24 lipca 2004 otrzymał święcenia kapłańskie i został inkardynowany do archieparchii Changanacherry. Otrzymał przygotowanie do służby dyplomatycznej na Papieskiej Akademii Kościelnej. W 2006 rozpoczął pracę w nuncjaturze apostolskiej w Algierii. Następnie był sekretarzem nuncjatury w Korei Południowej (2009–2012) i Iranie (2012–2014). Następnie był radcą nuncjatur w Kostaryce (2014–2018) i w Wenezueli (2018–2020). W 2020 został pracownikiem sekcji II Sekretariatu Stanu Stolicy Apostolskiej. W 2021 został odpowiedzialnym za organizację pielgrzymek papieskich.
6 października 2024 podczas modlitwy Anioł Pański papież Franciszek ogłosił jego nominację kardynalską. 25 października 2024 został mianowany przez papieża Franciszka arcybiskupem ze stolicą tytularną  Nisibi dei Caldei. Sakry udzielił mu 24 listopada 2024 arcybiskup Raphael Thattil. 7 grudnia 2024 został kreowany kardynałem diakonem kościoła św. Antoniego z Padwy przy Circonvallazione Appia. 24 stycznia 2025 papież Franciszek mianował go prefektem Dykasterii ds. Dialogu Międzyreligijnego. Brał udział w konklawe 2025, które wybrało papieża Leona XIV.